# Arizona Robbins
Arizona Robbins, M.D., F.A.C.S é uma personagem fictícia na série de televisão da ABC, Grey's Anatomy, interpretada por Jessica Capshaw. Ela foi apresentada na quinta temporada como uma cirurgiã convidada, se tornando a nova chefe de cirurgia pediátrica. Originalmente contratada para aparecer em três episódios, o contrato de Capshaw foi estendido para o restante da quinta temporada, se tornando regular na sexta temporada.
Arizona tem uma "personalidade" peculiar, e um traje concebido para agradar a seus pacientes jovens, incluindo tênis com rodinhas. Ela foi estabelecida para ter um interesse amoroso com a cirurgiã ortopédica Callie Torres (Sara Ramirez), cuja namorada anterior havia sido Erica Hahn, que foi retirada do elenco no início da temporada devido a uma alegada falta de química entre as duas. A criadora da série Shonda Rhimes estava satisfeita com a química entre Callie e Arizona, citando a adição de Capshaw, como Arizona, como um elemento da época de que era o mais orgulhoso. A reação da mídia ao personagem foi bastante positiva. Matt Mitovich da TV Guide a descreveu como um favorito dos fãs, e Chris Monfette da IGN elogiou a adição de Arizona e Owen Hunt (Kevin McKidd), ao longo da temporada. No entanto, Dorothy Snarker para AfterEllen.com admitiu ressalvas para o relacionamento de Arizona e Callie, devido ao tratamento anterior do show de personagens lésbicas culminando na demissão abrupta de Erica. Arizona foi ganhando ainda mais destaque ao longo das temporadas, onde acabou se envolvendo amorosamente com Callie, o que resultou em um casamento muito bem aceito pela mídia e pelos fã. A família se expande com a chegada da pequena Sofia, filha de Callie, Mark e Arizona. Pouco tempo depois, Arizona acaba traindo Callie com a médica Dra. Lauren Boswell, no que resulta o fim do relacionamento. Na 14ª temporada, Arizona se despede da série dando a entender que havia a possibilidade de reconciliação com Callie e foi viver com a mesma e sua filha Sofia em Nova York.